# Cengles
Cengles (Tschengls in tedesco) è una frazione del comune di Lasa, in Val Venosta, nella provincia autonoma di Bolzano – Alto Adige.
La località è improntata alla coltura di mele e albicocche ed è abitata da circa cinquecento abitanti. Il centro si trova su un promontorio ai piedi della Parete Cengles, appartenente al Parco nazionale dello Stelvio.

## Origini del nome
L'origine del toponimo va probabilmente ricercata nel termine latino scandula, ovvero "scandola", "assicella per tetti", prodotto che veniva fabbricato nel centro abitato. Secondo un'altra ipotesi il toponimo deriva dalla dicitura mediolatina masi cengiles, ovvero "censuari", in quanto parte del raccolto veniva dato al padrone del terreno coltivato dai contadini.

## Storia
Risalgono al 1149 le prime attestazioni del centro abitato, chiamato allora Sengilis. Il nome ufficiale Tschengls è stato introdotto solo nel 1910.
Il 2 maggio 1945, nell'ultima fase della seconda guerra mondiale, il paese fu teatro della "Strage di Lasa", attuata dalla Wehrmacht come rappresaglia contro un tentativo di furto di munizioni realizzato da operai italiani ai danni della polveriera di Cengles: in essa morirono 9 persone, fucilate dai soldati tedeschi.

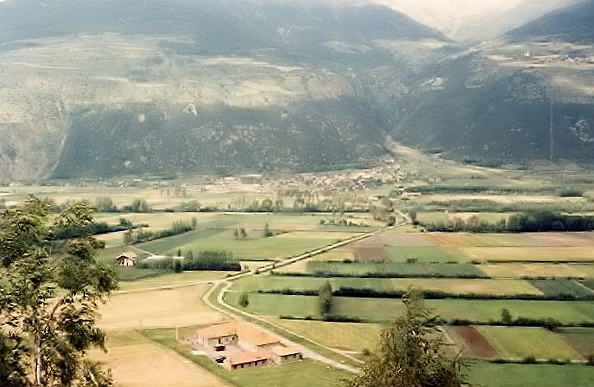
La polveriera di Cengles

La polveriera, dipendente dalla caserma Druso di Silandro, venne dismessa negli anni 1990 e in parte demolita. Solo il vecchio corpo di guardia (riattato a falegnameria da un contadino del posto) rimase in piedi fino al 2010, allorché fu definitivamente smantellato.

## Monumenti e luoghi d'interesse

### Architetture religiose
- Chiesa della Natività di Maria, chiesa parrocchiale risalente agli ultimi anni del XV secolo, e la relativa cappella laterale.
- Chiesa di Santa Ottilia, risalente al XVII secolo.[3]

### Architetture militari
- Castelletto di Cengles
- Castello di Cengles